# Ariquemes Futebol Clube
Ariquemes Futebol Clube é um clube brasileiro de futebol da cidade de Ariquemes, no estado de Rondônia. Suas cores são o azul, verde, vermelho e branco.

## História
O Ariquemes foi fundado no dia 23 de outubro de 1996. Em 2007, foi campeão da Segunda Divisão Rondoniense, ao conquistar os dois turnos do campeonato. Na partida do título da Segunda Divisão, o Ariquemes goleou o Cruzeiro de Porto Velho por 6 a 1 no dia 12 de outubro, no Aluízio Ferreira. No ano seguinte foi o vice-campeão rondoniense perdendo o título para o Vilhena.
Em 2011 foi novamente vice-campeão rondoniense perdendo o título nos pênaltis para o Espigão .
Em 2014 foi vice-campeão pela terceira vez perdendo o título para o Vilhena.[carece de fontes?]
Disputou o estadual pela última vez em 2017 sendo eliminado nos dois turnos.

## Títulos

### Estaduais
- Campeonato Rondoniense - 2.ª Divisão: 2007.
- Vice-Campeonato Rondoniense 2ª Divisão: 2006.
- Vice-Campeonato Rondoniense 1ª Divisão: 2010, 2011 e 2014

## Ranking da CBF
- Posição: 220°
- Pontuação:10

Ranking criado pela Confederação Brasileira de Futebol que pontua todos os times do Brasil.

## Rivalidades
- Derby de Ariquemes: Ariquemes vs. Real Desportivo